# Haroldo Brito
Haroldo Osvaldo Brito Cruz (n. 16 de noviembre de 1948) es un abogado y juez chileno. Es ministro de la Corte Suprema de Chile desde el 7 de julio de 2008, y el 22 de diciembre de 2017 fue elegido presidente de aquel tribunal, cargo que asumió el 8 de enero de 2018.

## Carrera académica
El ministro Haroldo Brito Cruz se licenció en Ciencias Jurídicas en 1974 en la Sede Valparaíso de la Universidad de Chile, en lo que es actualmente la Universidad de Valparaíso, donde fue ayudante en la cátedra de Derecho Penal
Entre 1986 y 1993 fue profesor de Derecho Penal y Procesal Penal en la Escuela de Carabineros de Chile.
Actualmente es profesor de Derecho Procesal en la Facultad de Ciencias Jurídicas y Sociales de la Universidad Central de Chile y en la Facultad de Ciencias Jurídicas y Sociales de la Universidad de Talca (Campus Santiago). Anteriormente dictó dicha cátedra en la Universidad Andrés Bello entre 1990 y 1996, en 1999 en la Universidad La República, y entre 1991 y 1994 en la Universidad Arturo Prat, donde también fue profesor examinador. Ha sido docente en cursos de postgrado y perfeccionamiento, en temas como las reformas procesales penal y laboral, en diversas universidades.
Desde 1989 ha sido director del Instituto de Estudios Judiciales "Hernán Correa de la Cerda".

## Carrera judicial
Se ha desempeñado como Juez de Letras de Los Andes (1975), relator de la Corte de Apelaciones de Santiago (1976), juez del Quinto Juzgado del Crimen de Valparaíso (1980), magistrado del Segundo Juzgado del Crimen de Santiago (1984), Fiscal suplente de la Corte de Apelaciones de Santiago y relator de la Corte Suprema (1989); y ministro de la Corte Apelaciones de Santiago (1996). Fue galardonado en 2008 como el «Juez del año» por sus propios colegas, los jueces de Chile.
En junio de 2008 fue propuesto al Senado por la presidenta Michelle Bachelet para ser miembro titular de la Corte Suprema, en reemplazo de Alberto Chaigneau del Campo. Su nombre entró en la quina confeccionada por los ministros de la Corte Suprema después de un concurso, pues había empatado en votos con Alejandro Solís. Su nombre fue ratificado por unanimidad en el Senado.
El 22 de diciembre de 2017 fue elegido presidente de la Corte Suprema por 14 votos contra 7. Asumió el cargo el 8 de enero de 2018, sucediendo a Hugo Dolmestch. El 13 de febrero de ese año asumió la presidencia del Tribunal Calificador de Elecciones de Chile tras el retiro de Patricio Valdés.

## Actividad política
Haroldo Brito perteneció al Grupo Universitario Radical (GUR) de la Universidad de Chile sede Valparaíso y en la Juventud Radical Revolucionaria, organización juvenil del Partido Radical de Chile que presidían Patricio Valdés y Alejandro Montesino Heyer. Apoyó a la Unidad Popular que eligió al presidente Salvador Allende. No fue represaliado por la dictadura militar como otros compañeros suyos.[cita requerida]
Fue miembro activo de la Fraternidad Alpha Pi Epsilon, una institución Juvenil de formación dependiente de la Masonería. El principal maestro de Brito fue el profesor Manuel de Rivacoba, catedrático de derecho penal, radical y miembro de la Gran Logia de Chile.[cita requerida]